# Chiesa di Sant'Antonio da Padova (Castellammare di Stabia)
La chiesa di Sant'Antonio da Padova è una chiesa di Castellammare di Stabia, situata nei pressi del rione Tavernola: è sede parrocchiale ed appartiene alla Arcidiocesi di Sorrento-Castellammare di Stabia.

## Storia
Negli anni cinquanta l'aumento della popolazione di Castellammare di Stabia portò alla costruzione di nuovi nuclei urbanistici verso la periferia, in particolar modo lungo l'asse viario che collegava la città stabiese con i paesi vesuviani, la cosiddetta strada Tavernola, da cui oggi il quartiere prende il nome. Già nel 1956 un gruppo di persone della zona aveva l'abitudine di celebrare la santa messa in un cortile di una casa privata dove esisteva un altare dedicato a sant'Antonio da Padova: ben presto però sia per l'aumento dei fedeli che per la scomodità del luogo che in caso di pioggia rendeva impossibile lo svolgersi delle funzioni portò al trasferimento del culto del santo presso un negozio vicino; tuttavia le dimensioni ridotte non permetteva lo svolgersi di alcuna attività se non quella della messa.

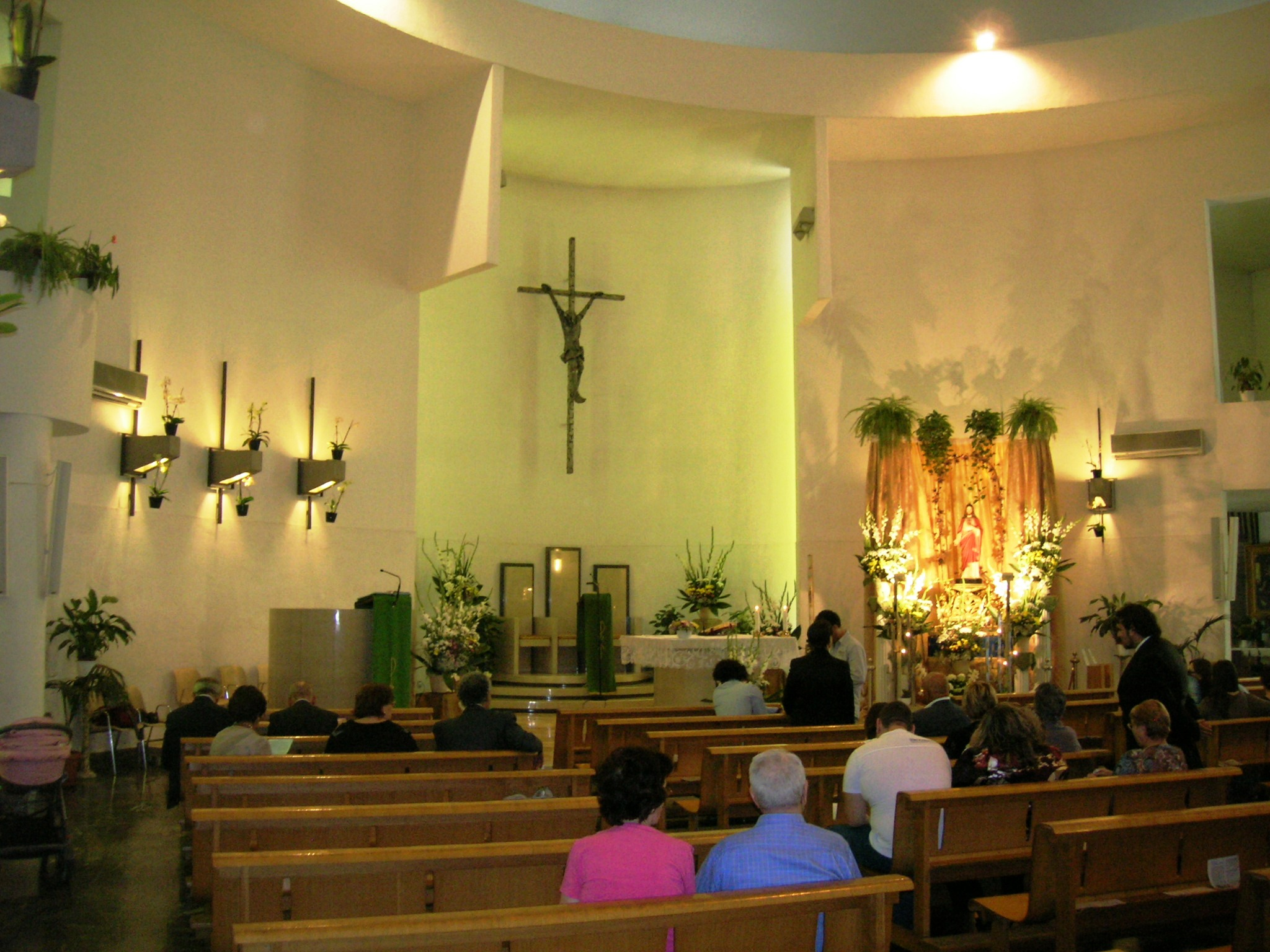
L'interno

Nel 1961 con la costruzione di una nuova strada, chiamata via Bocchetti, che collegava via Tavernola con Via Napoli, la Curia vescovile acquistò un terreno nel quale venne posta una baracca in legno, utilizzata come chiesa: il 13 gennaio 1963 nasceva la parrocchia di sant'Antonio da Padova, comprendente territori che prima facevano parte delle parrocchie di Santa Maria del Carmine e di Santa Maria del Santissimo Rosario. In seguito fu acquistato un terreno più ampio con lo scopo di costruire una chiesa in muratura. Nel 1965 fu inaugurato un complesso per le attività parrocchiali, che ospitò per qualche tempo anche le funzioni religiose: la raccolta di carta, metalli e stracci fu un buon veicolo economico per la costruzione della nuova chiesa aiutata da un sovvenzionamento dello Stato e dalle offerte dei fedeli, utili soprattutto per l'acquisto degli arredi interni.
Il 16 luglio 1967 il vescovo Raffaele Pellecchia, con la benedizione della prima pietra, diede il via ai lavori, che seguivano il disegno dell'architetto Cesare Ulisse, sotto la direzione dell'ingegnere Alfredo Pagano. Dopo alcuni problemi in fase di realizzazione la nuova chiesa fu terminata all'inizio del 1973 ed il 24 marzo dello stesso anno il vescovo Pellecchia presiedette alla cerimonia di dedicazione del tempio. Nel corso degli anni successivi non ha subito particolari lavori di rifacimento, fino al 1999, quando è stata completamente ristrutturata ed arricchita di alcune opere d'arte.

## Struttura

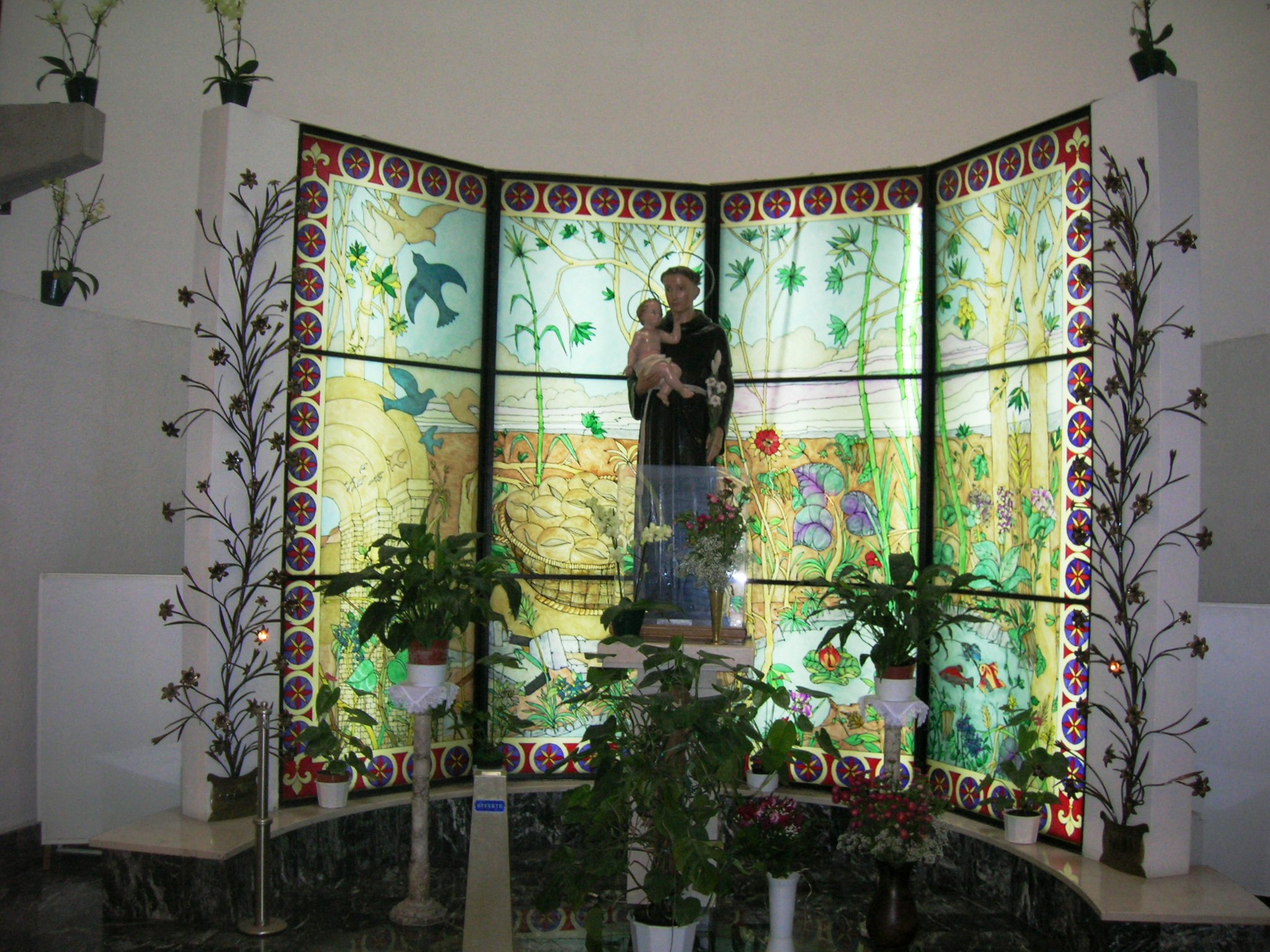
Cappella dedicata a sant'Antonio da Padova

La chiesa è a pianta centrale, a forma di cilindro, con una cupola ai cui lati nord e sud sono presenti altri due cilindri di diametro minore. L'accesso alla chiesa avviene tramite una scalinata in marmo; l'ingresso è posto lateralmente la facciata principale, decorata con una croce in ferro ed il portale d'ingresso, prima in legno, è stato rivestito con dei pannelli in bronzo durante i lavori di ristrutturazione del 1999: sono raffigurati sant'Antonio che riceve il Bambino Gesù dalle mani della Vergine e i luoghi rappresentativi della Stabia religiosa.
Alla sinistra dell'ingresso è presente il fonte battesimale, la cui vasca è ricavata da un blocco di marmo ed è chiusa da una rappresentazione in bronzo della Colomba dello Spirito Santo che aleggia sulle acque: alle sue spalle una raffigurazione di Gesù, rappresentato come una vite da cui si diparto i tralci con i nomi degli apostoli. L'altare maggiore, al centro della navata, è sormontato da un crocifisso in ferro realizzato dallo scultore napoletano Raffaele Scotti; oltre all'altare maggiore, anche la sede presbiterale e l'ambone, che rispettano le norme liturgiche dettate dal Concilio Vaticano II, sono realizzate in marmo.
Nello spazio del cilindro nord è ricavata una cappella dedicata all'Eucaristia; sull'urna del tabernacolo, in metallo chiaro, è rappresentato un cesto di pane ed un pesce e da questa si dipartono quattro braccia a simboleggiare una croce: l'intera opera si trova in un blocco di onice, simile ad una vela. Nello spazio del cilindro sud invece è la cappella di sant'Antonio, con al centro la statua lignea, dono della famiglia Giordano e sullo sfondo una vetrata coi i simboli delle virtù e carismi del santo. Tra le altre opere di interesse custodite nella chiesa un quadro in maioliche, opera di Raffaele Calogero, un crocifisso ligneo del '700 e una rappresentazione della Via Crucis in piastrelle in ferro. Nel campo alle spalle della chiesa un'alta stele eretta in onore della Madonna a seguito del terremoto dell'Irpinia del 1980.